# Doron Dororon
Doron Dororon (ドロンドロロン, Doron Dororon) est un shōnen manga écrit et dessiné par Gen Ōsuka. Il est prépublié du 29 novembre 2021 au 29 août 2022 dans le Weekly Shōnen Jump, puis publié en volumes reliés par l'éditeur japonais Shūeisha.

## Synopsis
De mystérieux mononoké ont soudainement fait leur apparition, menaçant l'humanité. Le jeune Dora Sasaki, imbattable au combat, avait promis à sa mère de devenir un puissant samouraï anti-mononoké et de tous les vaincre. Mais tout change pour Dora lorsqu'il fait la rencontre de Kusanagi, un mononoké au grand cœur...

## Manga
Le manga Doron Dororon est dessiné par Gen Ōsuka. La série a été publiée du 52e numéro du Weekly Shōnen Jump publié le 29 novembre 2021, au 39e numéro du même magazine publié le 29 août 2022. Depuis, la série est éditée sous forme de volumes reliés par Shūeisha et compte actuellement 3 tomes,.

### Liste des volumes
| no | Japonais         | Japonais          |
| no | Date de sortie   | ISBN              |
| --- | ---------------- | ----------------- |
| 1 | 4 avril 2022     | 978-4-08-883119-0 |
| Liste des chapitres : - Chapitre 1 : 侍とモノノケ (Samurai to Mononoke) - Chapitre 2 : 野良ネギ侍 (Nore Negi Samurai) - Chapitre 3 : 柳生ギンチヨ (Ginchiyo Yagyu) - Chapitre 4 : ふたりの強さ (Futari no Tsuyo-sa) - Chapitre 5 : 協力 (Kyōryoku) - Chapitre 6 : 暗転 (Anten) - Chapitre 7 : ふたりで (Futari de) |                  |                   |
| 2 | 3 juin 2022      | 978-4-08-883180-0 |
| Liste des chapitres : - Chapitre 8 : ダチ (Dachi) - Chapitre 9 : そーゆー生態 (Sōyū Seitai) - Chapitre 10 : 上士侍 (Jōshi Samurai) - Chapitre 11 : スーパーヒーロー (Sūpāhīrō) - Chapitre 12 : 仮侍 (Kari Samurai) - Chapitre 13 : 冨田トウマ (Toda Tōma) - Chapitre 14 : 企み (Takurami) - Chapitre 15 : 小早川イチハ (Kobayakawa Ichiha) - Chapitre 16 : 根性作戦 (Konjō Sakusen) |                  |                   |
| 3 | 2 septembre 2022 | 978-4-08-883229-6 |
| Liste des chapitres : - Chapitre 17 : 刀と盾 (Katana to Tate) - Chapitre 18 : 怒り (Ikari) - Chapitre 19 : 真のスーパーヒーロー (Shin no Sūpāhīrō) - Chapitre 20 : 上泉ナオトラ (Kamiizumi Naotora) - Chapitre 21 : 日々寔鍛練 (Hibi Koretanren) - Chapitre 22 : 再会 (Saikai) - Chapitre 23 : 失いたくない (Ushinaitakunai) - Chapitre 24 : いて良かった (Ite Yokatta) - Chapitre 25 : 金剛二王 (Kongō Niō) |                  |                   |
| 4 | 4 octobre 2022   | 978-4-08-883324-8 |
| 5 | 4 octobre 2022   | 978-4-08-883325-5 |
| — |                  |                   |
| Liste des chapitres : - Chapitre 26 : 真の友人 (Shin no Yūjin) - Chapitre 27 : 塚原ゴウキ (Tsukahara Gōki) - Chapitre 28 : 宮本ハンゾウ (Miyamoto Hanzō) - Chapitre 29 : 北畠 ナミシロウ (Kitabatake Namishirō) - Chapitre 30 : 新月の夜 (Shingetsu no Yoru) - Chapitre 31 : 裏切り者 (Uragirimono) - Chapitre 32 : 最後の砦 (Saigo no Toride) - Chapitre 33 : 上士侍達 (Jōshi Samurai-tachi) - Chapitre 34 : ハンゾウ兄さん (Hanzō Nii-san) - Chapitre 35 : 印 (In) - Chapitre 36 : しあわせな優しい世界へ (Shiawase na Yasashii Sekai e) |                  |                   |

## Réception
Christian Markle de CBR a fait l'éloge de la série. Il a trouvé que le protagoniste principal ressemblait à Asta, de Black Clover, et que l'intrigue générale s'inspirait de My Hero Academia et de Jujutsu Kaisen. Steven Blackburn de Screen Rant a également fait des éloges, tout en s'inquiétant que la série reprenne certains éléments de l'intrigue de Ghost Reaper Girl qu'il n'aimait pas.

### Sources
1. ↑  « Le Shonen Jump propose trois nouveaux mangas – dont l'un est signé Yûji Kaku (Mise-à-jour) », sur Anime News Network, 8 novembre 2021 (consulté le 1er septembre 2022)
2. ↑  (ja) « 「ゴーレムハーツ」の大須賀玄が描く退妖ファンタジーがジャンプでスタート », sur natalie.mu,‎ 29 novembre 2021 (consulté le 1er septembre 2022)
3. ↑  « Le manga Doron Dororon arrive son terme », sur Anime News Network, 29 août 2022 (consulté le 1er septembre 2022)
4. ↑  (en) « Doron Dororon Is the Manga Like Black Clover That Fans of Asta Will Love », sur CBR, 27 décembre 2021 (consulté le 1er septembre 2022)
5. ↑  (en) « Shonen Jump is Already Reimagining its Most Problematic Manga », sur Screen Rant, 4 décembre 2021 (consulté le 1er septembre 2022)

### Œuvres
Édition japonaise
1. 1 2 3  Tome 1
2. 1 2 3  Tome 3
3. 1 2  Tome 2
4. 1 2  Tome 4
5. 1 2  Tome 5